# Saipina
Saipina es una localidad y municipio de Bolivia que se encuentra en la provincia de Caballero en el departamento de Santa Cruz. El municipio tiene una superficie de 486 km² y cuenta con una población de 6.057 habitantes (según el Censo INE 2024). La cabecera municipal del mismo nombre fue fundada en 1616 con el nombre de Saipina del Ángel Custodio.
Allí se encuentra un museo con centenares de piezas de piedra y cerámica de alto valor arqueológico; también cuenta con ruinas donde se pueden apreciar pinturas rupestres.

## Demografía
De acuerdo con el censo boliviano de 2024, la población del municipio de Saipina es de 6 057 habitantes.
La población del municipio aumentó casi a la mitad entre 1992 y 2024:
| Año  | Habitantes (municipio) | Fuente |
| ---- | ---------------------- | ------ |
| 1992 | 4 228                  | Censo  |
| 2001 | 5 350                  | Censo  |
| 2012 | 7 390                  | Censo  |
| 2024 | 6 057                  | Censo  |

## Economía
Su principal actividad económica es la agricultura. Anteriormente se dedicaban al cultivo del algodón, café, etc. Actualmente se dedican al cultivo de la caña de azúcar, el tomate, cebolla, papa y muchos otros productos agrícolas teniendo como lema -lo único que no se produce es lo que no se siembra-.

Pinturas rupestres en Saipina, registradas en 1913.

En menor escala los pobladores se dedican a la ganadería caprina y ovina.
La producción agrícola es durante todo el año porque cuenta con riego por gravedad de dos ríos que pasan por Saipina, que son el río Chilon y río Grande; cuenta también con una represa de 70 ha de inundación que se utiliza para riego de los cultivos.

## Transporte
Saipina se ubica a 245 kilómetros por carretera al oeste de Santa Cruz de la Sierra, la capital del departamento.
Desde Santa Cruz, la carretera asfaltada Ruta 9 recorre 14 kilómetros en dirección suroeste hasta el cruce de la Ruta 7 cerca de El Carmen. La Ruta 7 pasa por las localidades de La Angostura y Samaipata hasta Comarapa y luego hasta Cochabamba. Unos 22 kilómetros antes de Comarapa, una carretera de conexión este-oeste se bifurca hacia Aiquile, que llega a Saipina por el pueblo de Pulquina en un sinuoso recorrido de 26 km.